# ローマ皇帝

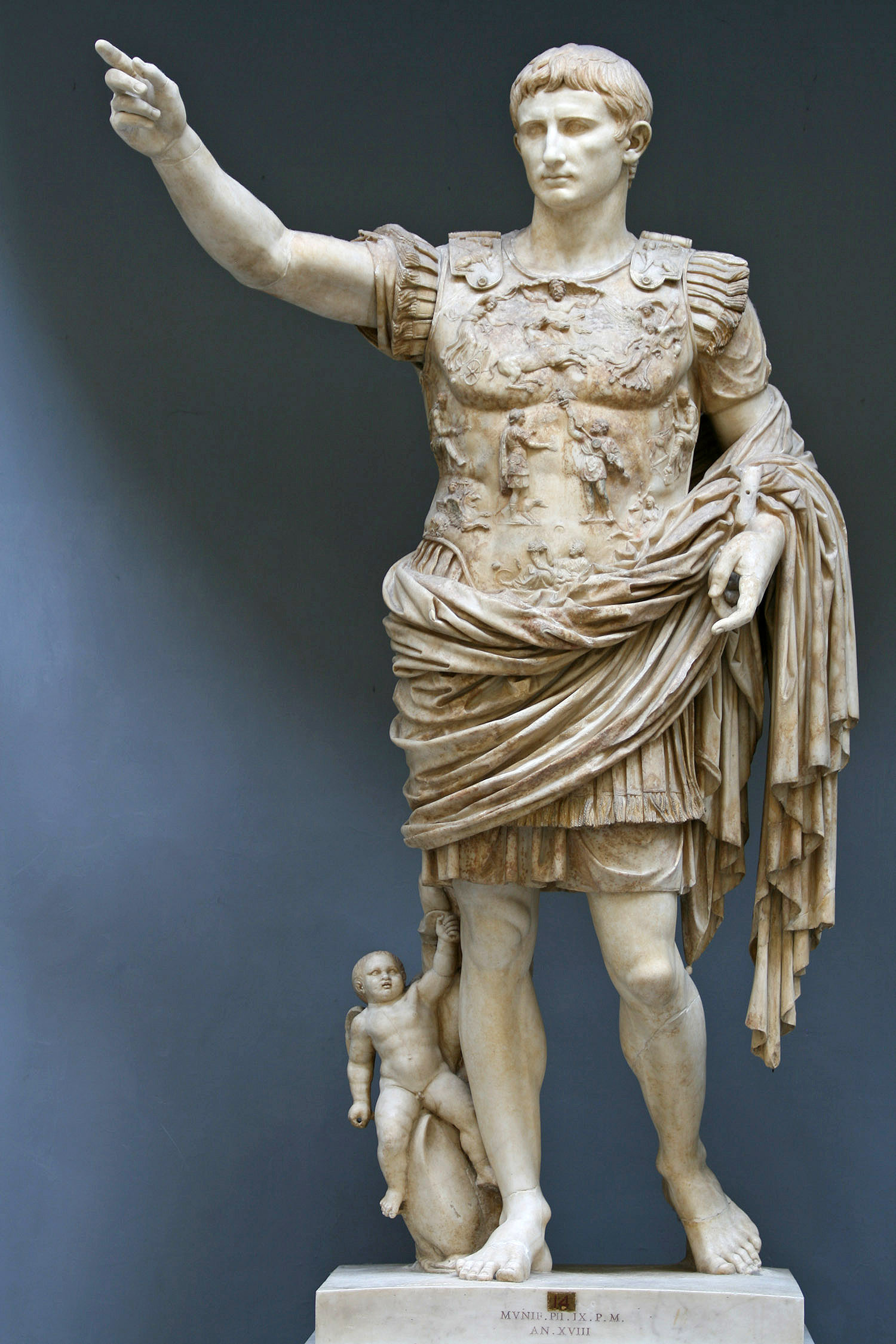
ローマ皇帝アウグストゥス（オクタウィアヌス）

ローマ皇帝（ローマこうてい）は、紀元前27年に元老院より「アウグストゥス（Augustus）」の称号を授与されたオクタウィアヌスと、この称号を帯びた彼の後継者たちを指して用いられる歴史学的な名称である。「ローマ皇帝」という単一の職位があったのではなく、資質と実績を認められた特定の人物が複数の重要な役職に就くことによって権力を独占している状態にあったことを意味する。

## 概要

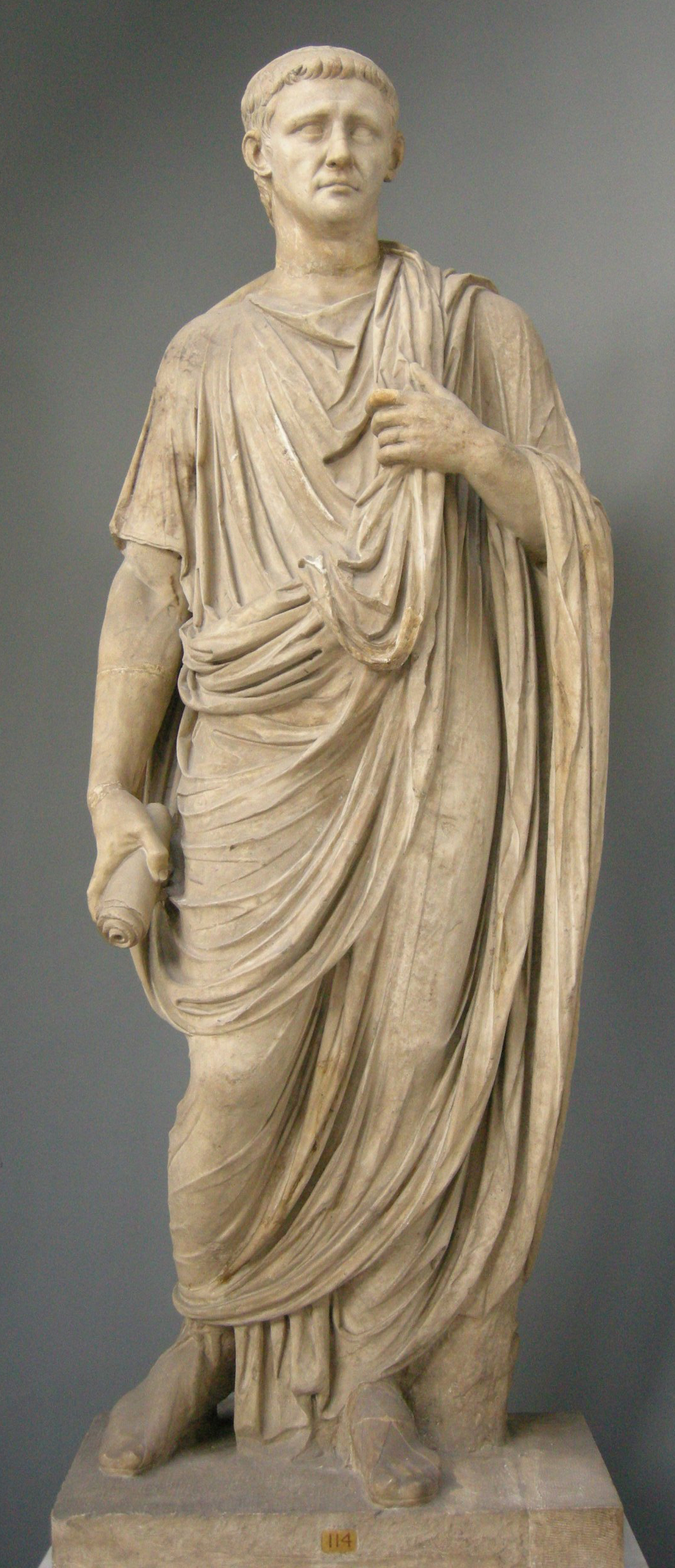
ローマ皇帝クラウディウス

ローマ皇帝とは、古代ローマにおいて専制的な権限を与えられたオクタウィアヌスと、その後継者とみなされている人々を指して用いられる歴史学的な名称である。「ローマ皇帝」という単一の職位があったのではなく、資質と実績を認められた特定の人物が重要な複数の役職を兼任することによって専制的な権限を行使したものである。したがって、今日では一般的に紀元前27年にオクタウィアヌスが元老院より「アウグストゥス」の添え名を贈られたことをもってローマ皇帝の誕生とみなし、オクタウィアヌスを最初のローマ皇帝としているが、実際にはアウグストゥスの添え名によって「ローマ皇帝」という新たな地位や官職が設けられたわけではない。そもそも「皇帝」とは紀元前221年以降の中華文化圏において用いられた君主号であって、ローマ皇帝という訳語もオクタウィアヌス以降に「アウグストゥス」「カエサル」「インペラトル」等の様々な称号を名乗った人々に「ローマ皇帝」の語をあてているに過ぎず、ローマにおける帝政は中国における帝政とは全く性質の異なるものであった。
ローマにおける帝政は、僭主政や絶対王政とも似ていなかった。ローマ皇帝はオクタウィアヌスが自著『神君アウグストゥスの業績録』で「余は権威においては万人に勝ったが、職権においては他の何人にも些かも勝らなかった」と記したように、君主ではなく共和政を尊重する市民の一人に過ぎないことが建前であった。ローマ帝国にとってローマ皇帝は所有者ではなかったし、継承者でもなかった。ローマ皇帝が信任されるのは、その者がローマ皇帝として相応しい行動をしていると思われている間だけだった。ローマ人にとって、ローマ皇帝として相応しくなくなったと判断した人物をお払い箱にすることは全く正当なことだった。ローマ皇帝の死後にも、その者を神格化するのか「記憶の抹消」の対象にするのかを決定するのは元老院であった。そのため、ローマ皇帝にとってローマ市で人気があり市民から受けが良いことは極めて重要なことだった。
ローマ皇帝は職位や職権の寄せ集めに過ぎなかったため、その職務は極めて複雑で多忙なものとなった。一方で、ローマ皇帝が職務・職位・職権として単一のものでなかったために、ローマ皇帝としての職務や権限は複数に分割して分担させることが可能であった。実際のところ、広大な版図を持つローマの全てを一人のローマ皇帝が管理することは困難であったから、次第に下位の補助者（カエサル）や同僚（アウグストゥス）に職務を分担させる慣行が普及した。3世紀にディオクレティアヌスによって複数のローマ皇帝による分担統治（テトラルキア）が組織化されると、以後のローマ帝国では複数のローマ皇帝による分担統治が常態化した。

## 「オクタウィアヌスのローマ皇帝権」の成立過程
終身独裁官となったガイウス・ユリウス・カエサルが紀元前44年に殺害されると、その後に権力を握ったのはカエサル派のオクタウィアヌス、マルクス・アントニウス、マルクス・アエミリウス・レピドゥスの3人であった。3人は「国家を組織するための三人官」という例外的な職を設け、万機を総攬する強力な権限を行使した。しかし紀元前32年にオクタウィアヌスとアントニウスとの対立が決定的となり、三人官制度は機能不全となった。オクタウィアヌスは紀元前31年に執政官に就任すると、執政官の権限を用いてアントニウスを追い詰め、紀元前30年にアントニウスを自殺へと追い込んだ。以後オクタウィアヌスは紀元前23年まで連続して執政官を務め、これが紀元前23年までのオクタウィアヌスの実際的な地位と権限であった。
紀元前29年、オクタウィアヌスは元老院の許可を得て「インペラトル」の語を自身の個人名の一部とした。オクタウィアヌスには紀元前43年以降たびたびインペラトルの称号が認められていたが、称号としてのインペラトルの使用には有効期限が定められていた。そこでオクタウィアヌスは「インペラトル」を個人名の一部とすることによって、自身を永続的にインペラトルと呼ばせることを可能とした。
紀元前27年、オクタウィアヌスは実質的には既に消滅していた三人官の職権を元老院に返却した。元老院は政権を個人の手から市民へと返却した彼の判断を称え、オクタウィアヌスに「アウグストゥス（尊厳なる者）」の添え名と、一部の属州に対するプロコンスル命令権とを与えた。とはいえ「アウグストゥス」の添え名は何らかの権限や特典をともなうものではなかったし、プロコンスル命令権にしても元老院によって割り当てられた属州においてだけ行使できる局所的な軍事命令権にすぎなかった。しかもプロコンスル命令権はオクタウィアヌスがローマ市を出て初めて有効となる性質のもので、オクタウィアヌスが首都ローマにいる間には命令権を行使することすらできなかった。そのため、オクタウィアヌスの実質的な権限は紀元前31年より務めている執政官の職権に拠っていた。
紀元前24年、オクタウィアヌスは属州総督が起こした不祥事について執政官としての責任を問われ、元老院より法廷への出頭を命じられた。オクタウィアヌスは法廷において反対弁論を行い有罪判決を免れることには成功したが、オクタウィアヌスの同僚には有罪判決が下され、そのまま処刑されてしまった。これによって執政官という最も責任ある役職にとどまり続けることの危険性が明らかとなった。古代ローマにおいて公的権力を振るう公職者は、その権力に相応しい責任を果たさなければならなかったからである。オクタウィアヌスは執政官としての権限と責任とを天秤にかけ、執政官の職を手放すこととした。
紀元前23年、オクタウィアヌスは元老院と交渉を行い、執政官の職を返却する見返りとして自身への護民官職権の付与を認めさせ、また紀元前27年に与えられていたプロコンスル命令権を拡大させた。これによりオクタウィアヌスのプロコンスル命令権はプロコンスル上級命令権となり、全属州において他のプロコンスル命令権よりも優先される命令権となった。また護民官職権の付与によってオクタウィアヌスは、実際に護民官に就任して護民官としての責任を負うことなく、護民官の有する請願者救済権、神聖不可侵権、元老院への出席権などを行使することができるようになった。オクタウィアヌスは護民官職権を極めて重視し、自身の治世を護民官職権が与えられた紀元前23年から数えている。
しかし護民官職権にせよプロコンスル上級命令権にせよ、最高官職である執政官を辞任したことによってできた権力の空白を十分に埋めることはできなかった。プロコンスル上級命令権はプロコンスル命令権と同様にイタリア本土に対しては無効とされていたし、護民官職権も権限はローマ市内とローマ市から1マイルまでの範囲内に限られていた。現実問題として紀元前23年の時点では、オクタウィアヌスには実際的な政治的権限が不足していた。実際、オクタウィアヌスは重要な政治的行動の多くを、護民官職権によってではなく現職の執政官への助言や請願を通して行っている。
しかし、天運がオクタウィアヌスに味方することになった。紀元前22年にイタリアにおいて疫病や災害が発生し、人々はこれらの天変地異をオクタウィアヌスの執政官辞任に対する神々の意思と関連付けた。ローマ市民はオクタウィアヌスに執政官就任を要望したが、これまでの経緯からオクタウィアヌスは執政官への就任を固辞した。そして紀元前19年にローマ市民とオクタウィアヌスとの間で妥協が図られ、オクタウィアヌスには執政官に就任することなく行使できる執政官職権が付与されることとなった。これ以降、執政官職権と護民官職権とがイタリア本土におけるオクタウィアヌスの法的権限となった。ここに至ってついに、オクタウィアヌスによる一人支配体制（モナルキア）は、その決定的状態に達した。
その後、オクタウィアヌスは、紀元前12年にレピドゥスの後任としてポンティフェクス・マクシムスに就任し、自身を国家の宗教に関する意思決定の中心に位置づけた。紀元前2年には長年の国家への貢献が賞され、元老院より国父の称号が贈られた。紀元後14年にオクタウィアヌスが南イタリアの町ノラで病没すると、元老院議員ヌメリウス・アッティクスが「彼が天に昇るのを見た」と証言し、この証言にもとづいてオクタウィアヌスを神格化することが元老院で議決された。
オクタウィアヌスの遺言により、オクタウィアヌスが残した遺産の3分の2は後妻リウィア・ドルシッラの連れ子ティベリウスへと相続された。また同時に、リウィアとティベリウスの2人がオクタウィアヌスの添え名「アウグストゥス」を名乗るようにとも遺言されていた。今日では、これによってティベリウスが新しいローマ皇帝となった、と認識する。しかし実際のところ、ティベリウスはインペラトルの名前を相続することはしなかったし、オクタウィアヌスより贈られたアウグストゥスの添え名さえも用いることは希であった。ティベリウスに対する即位式や戴冠式のようなものはなかったし、ティベリウスも自身の治世をオクタウィアヌスの死から数えるようなことはしなかった。一般に最初のローマ皇帝であると認識されているオクタウィアヌスの死の段階においてさえ、今日「ローマ皇帝」と呼ばれているような単一の概念は認識されていなかった。

### 年表
- 紀元前43年 - 三人官に就任。
- 紀元前31年 - 執政官に就任。紀元前23年まで連続で執政官を務める。
- 紀元前29年 - 元老院より許可を得て「インペラトル」を個人名の一部とする。
- 紀元前27年 - 三人官の職権を返却する代わりに、一部の属州に対するプロコンスル命令権を獲得。元老院より「アウグストゥス」の称号を贈られ個人名とする。
- 紀元前23年 - 紀元前31年より務めた執政官を退職し、代わりに護民官職権と全属州へのプロコンスル上級命令権とを獲得。
- 紀元前19年 - 執政官職権を獲得。
- 紀元前12年 - ポンティフェクス・マクシムスに就任。
- 紀元前2年 - 元老院より国父（英語版）の称号が贈られる。
- 紀元後14年 - 南イタリアの町ノラで病没。神格化が決議される。

## ローマ皇帝に関わる称号や権限
一般にローマ皇帝とされる人々が帯びた称号や権限は時代毎に異なっている。その中でも多くのローマ皇帝が伝統的に用いた称号、あるいは皇帝権を構成した重要な職権には下記のようなものがある。これらのうち職位や職権は個人に与えられる一代限りの特典であって、たとえ直系卑属であれども世襲は認められなかった。

### 称号
これらは単なる称号であって、何らかの権限や特典を伴うものではない。
「アウグストゥス」の添え名（アグノーメン）
「尊厳なる者」を意味する語。その他の多くの称号が共和制以前から用いられていた称号であるのに対し、アウグストゥスはオクタウィアヌスの時代に初めて用いられた。後世でローマ皇帝と呼ばれている人々は名前の一部にアウグストゥスを受け継いでいるが、それ自体に大きな意味はなく、せいぜい「尊敬される者」という程度の意味だった。3世紀末のテトラルキア以降には正帝を表す公的な称号となった。
「カエサル」の家名（コグノーメン）
カエサル家の一員であることを意味する家名。ガイウス・ユリウス・カエサルは没後に神として奉られており、カエサル家の一員であることは神の親戚であることを意味した。オクタウィアヌスはカエサルの養子であったので、より直接的に「神の子」と名乗ることができた。帝政初期においては最も重要視された称号の一つであり、1世紀や2世紀のローマ人はローマ皇帝のことを「オクタウィアヌスの後継者」というよりも「カエサルの後継者」としてとらえていた。テトラルキア以降には副帝を表す公的な称号となった。ドイツ語のカイザー (Kaiser) やロシア語のツァーリ(Царь)の語源とされる。
「フラウィウス」の氏族名（ノーメン）または家名
コンスタンティヌス1世以降にローマ皇帝が名乗る氏族名または家名として定着した。コンスタンティヌス1世はフラウィウス氏族であったのでフラウィウス氏族を大いに優遇し、皇帝の一族たるフラウィウス氏族は皇帝礼拝の対象とされた。333年頃から335年頃に出されたとされる有名なヒスペッルム勅答ではヒスペッルム市民にフラウィウス氏族に捧げるための神殿の建立が認められている。
「インペラトル」の個人名（プラエノーメン）
もとはインペリウム（命令権）を持つ者を意味し、後には戦争に勝利した司令官に向かって呼びかける敬称として用いられた語。オクタウィアヌスは紀元前43年以降たびたびインペラトルの称号を帯び、紀元前29年には元老院より許可を得て「インペラトル」を個人名の一部とした。オクタウィアヌスの後継者たちは当初はインペラトルとは名乗らなかったが、ウェスパシアヌスがインペラトルを名乗って以降にはインペラトルもローマ皇帝が名乗る個人名の一つとして定着した。英語のエンペラー（emperor）の語源とされる。
皇帝自身の自称と他称は勅令や書簡に登場しており、他称は民間の文書や文学作品にも登場している。例えば、ウェスパシアヌスの勅令には、「 imperatori Caesari Vespasiano Augusto（最高司令官・カエサル・ウェスパシアヌス・アウグストゥス）」とあり、同勅令にある他称としてクラウディウスを指して「ティベリウス・クラウディウス・カエサル・アウグストゥス・ゲルマニクス」と記載されている。時代が下った場合では、例えばテオドシウス法典に収録されているコンスタンティヌス大帝の法令ではコンスタンティヌスは「Imp. Constantinus （インペラトル・コンスタンティヌス）」と自称している。エジプトから出土した同時代の民間のパピルス文書でも「Αυτοκράτορας Καίσαρός Τραϊανός Αδριανός Σεβαστός（最高司令官・カエサル・トラヤヌス・ハドリアヌス・アウグストゥス）」と書かれている。一方文学作品において、正式称号を記す必要のある場合を除き、一般に皇帝個人を示す用語としてはプリンケプスやインペラトルのみが用いられる場合が多い。古代においては皇帝は、以上のような他称・自称をされていたのであって「ローマ皇帝」のように「ローマ」を冠して自称したことはないので注意が必要である。「ローマ皇帝」という称号が皇帝の勅令や発給文書への署名として用いられるようになるのは9世紀以降のことであり、カール大帝とビザンツ皇帝が皇帝称号を巡って争って以降のことである。

### 職位
コンスル（執政官）
古代ローマ帝国における最高官職。ローマ皇帝は執政官経験者から選ばれるか、その治世の初めに執政官に就任することが原則であった。ローマ皇帝は執政官を経験することによって、現職の執政官に対して先輩として助言と指導を行うことができるようになった。オクタウィアヌスは紀元前31年から紀元前23年まで連続して執政官を務めた。
ポンティフェクス・マクシムス（最高神祇官）
政教未分化な多神教国家であったローマにおいて執政官を補佐する神官団（ポンティフェクス）の長（マクシムス）。心身の不可侵権を有し、立法や選挙の無効を宣言することができた。オクタウィアヌスは紀元前12年にレピドゥスの後任としてポンティフェクス・マクシムスに就任し、以後は彼の後継者たちによってポンティフェクス・マクシムスの地位が独占された。テトラルキアでは正帝と副帝とを隔てる職位の一つで、正帝だけがポンティフェクス・マクシムスに就任することができた。しかし379年初頭にグラティアヌスがポンティフェクス・マクシムスの職務を放棄すると、ウァレンティニアヌス3世の治世にローマ教皇レオ1世がポンティフェクス・マクシムスに就任し、以後はローマ教皇が持つ職位の一部となった。

### 職権
執政官職権
ローマ皇帝は、執政官職権を付与されることにより、執政官を退職した後も執政官が持つ職権を保持し続け、この権限によって本国の他の政務官を指揮・監督した。オクタウィアヌスは紀元前19年に執政官職権を獲得した。
プロコンスル上級命令権
ローマ皇帝は、プロコンスル命令権によって皇帝属州の属州総督を任命することができた。また、プロコンスル上級命令権を付与されることにより、元老院属州の属州総督に対しても通常のプロコンスル命令権よりも優先される上位の命令権を行使することができた。ただし、プロコンスル命令権とプロコンスル上級命令権にはイタリア本土に対する命令権は含まれていなかった。オクタウィアヌスは紀元前23年にプロコンスル上級命令権を獲得した。
護民官職権
ローマ皇帝は、護民官職権を付与されることにより、護民官に就任することなく護民官と同等の権限を行使することができた。すなわち神聖不可侵権を持ち、ローマ内のあらゆる行政的な決定や提案に対する拒否権を持ち、立法権があるプレブス民会を召集できた。執政官の権能が命令権といった積極的なものであるのに対し、護民官職権は拒否権といった消極的なものとして位置づけられた。ただし、護民官職権を行使できるのはローマ市内とローマ市から1マイルまでの範囲に限られていた。オクタウィアヌスは紀元前23年に護民官職権を獲得した。
皇帝裁判権
執政官職権、護民官職権、プロコンスル上級命令権と異なり明確に職権を委託する法的根拠があって成立したわけではないため、皇帝裁判権の成立時期についてはアウグストゥスからネロの頃までの間で幅があり、モムゼン以来の長い学問上の論争がある。元老院裁判や皇帝管轄属州代官の主催する陪審法廷等の上訴審として段階的に成立したものと考えられている。

### ローマ皇帝を指して用いられた語
「プリンケプス」の語
「第一人者」を意味するラテン語で、その道において最も権威があると思われる者を指して用いられた。共和政時代から用いられており、オクタウィアヌスも自身に対して使用していた。英語のプリンス（Prince）やドイツ語のプリンツ（Prinz）の語源とされる。
「ドミヌス」の語
「主人」を意味するラテン語で、主に3世紀末以降に、ディオクレティアヌスやコンスタンティヌス1世らのような「強い皇帝権」を志向したローマ皇帝に対して呼びかける際に用いられた。この言葉の使用に対する感情には呼びかける側にも呼びかけられる側にも様々なものがあり、例えば1世紀のローマ皇帝ティベリウスは自身に対して「主人（ドミヌス）」と呼びかけた者に対して「私を主人と呼ばないでくれ」と返していたとされる。
「神聖なる（sacer, sacrum）」の語
3世紀以降に「皇帝の」の同義語として用いられた。例えば「神聖なる宮殿」「神聖なる寝室」といえば「皇帝の宮殿」「皇帝の寝室」を意味した。4世紀以降には「教皇の」を意味する sacred と「皇帝の」を意味する sacrum とが対になる語として用いられた 。
「不敗の（Invictus）」の語
三世紀以降皇帝の称号に冠されるようになった。これに類する用語として二世紀末以降の皇帝には「敬虔な」（神々や人々に対する責務を重んじること）「幸運な」（神々に護られていること）、「不敗の」（太陽（ソル）を含意し、元首の恒久的な軍事的勝利という基礎概念を主張するもの）という形容詞が称号付加された。

## 地位継承
オクタウィアヌスが獲得した職権は、既存の職権をそれぞれ別個に獲得したものであり、これらをひとまとめの職務として継承する法律や仕組みは考案されなかった。オクタウィアヌスは、後継者候補（アグリッパやティベリウス、ガイウス・カエサルなど）が執政官職や護民官職に就任したり、プロコンスル命令権を得て属州に派遣されるように計らったが、彼等が職位についたのは従来の公職者選定の仕組みを通じてである。
確固された帝位継承制度の不在は後世まで引き継がれ、現皇帝死去時に帝位継承をめぐる度々の騒乱が起こる原因となった。しかし、軍事力による帝権獲得以外では、誰でも候補になれたわけではなく、後継者候補は皇帝家と縁戚である者に限られた。縁戚でない者が皇帝候補となる場合には皇帝家と縁組することが求められた。
ウェスパシアヌスは皇帝家と縁戚を持たないまま軍事力によって、実態はばらばらの職務の集積である皇帝権を獲得したため、彼の職権を明確にするための法律を定めた。この法律でウェスパシアヌスは「インペラトル」と自称し、その職務と職権が定義されたと見なされている。しかしそれでも継承候補者は皇帝権を構成する執政官やプロコンスル命令権、護民官職権を別々に与えられる状態は続き、元首政時代は、これら職務の未経験者が皇帝に就任した場合でも、即位時に「プロコンスル命令権、護民官権、元老院への提案権の授与」がなされる慣行が続いた。
ディオクレティアヌス帝の四分統治以降は、現役の皇帝が在位中に後継者を共治帝として分割統治・あるいは共同統治する形態がとられるようになり、皇帝家と関係がない者が候補者となる場合は皇帝家との縁組がなされた。

## アウグストゥス以後の皇帝権の変化
本項ローマ皇帝#「オクタウィアヌスのローマ皇帝権」の成立過程で詳述されているオクタウィアヌスの皇帝権は、19世紀のテオドール・モムゼン以来の法律に基づく権限掌握研究であり、当時の主要歴史学方法論であった法制史的分析に基づいている。モムゼンの時代は『神君アウグストゥスの業績録』の完全な同時代文書が発見されておらず、伝世文献史料では「余は……万人に勝ったが、職権においては他の何人にもいささかも勝らなかった」と欠損部分があり、モムゼンは欠損部分をギリシア語碑文を参考に「公職の位においては」と補って解釈した。しかしモムゼン死後発見され、1927年に校訂版が出たアンティオキア碑文により、欠損部分は「権威においては」であることが明らかにされ、皇帝権の権力の重要な源泉が古代ローマ人固有の概念であり共同体の秩序を支える指導的な人物の持つ特性である「権威」にあることが判明したため、皇帝権についてもクリエンテラ―パトロキニウム（庇護関係）論を軸とした社会史的分析が行われることになり、1937年のプレマーシュタインの論文、および1939年のサイムの『ローマ革命』で帝国最大の保護者としてのオクタウィアヌスの皇帝権確立という見解が確立した。このように、プレマーシュタインの研究の成果は、「その後受け入れられて定説化したが、アウグストゥスが共和政の有力者たちのクリエンテーラを奪って保護－庇護関係を自己のもとに統一し、すべての市民と兵士のパトロンとして君臨したとする彼の見解が支配的になったために、皇帝権力とクリエンレーラ関係をめぐる議論は、アウグストゥスをもって収束してしまった」、日本でも同様にアウグストゥスの権力解明に研究が注がれたため、帝政期の研究者である南川高志は「アウグストクス以後の諸皇帝の治世における実際の皇帝政治を分析してその本質を捉えようという視点が欠落して」しまった、と述べている。
このように、帝政期の皇帝権については欧米に限らず日本でもまだ研究途上にある。後期帝政について長らくモムゼンの確立した専制君主政が定説となっていたが、現在では専制君主政という言い方は完全に廃れてしまった、とされる。このような状況であるため、帝政期の皇帝権の変化については断定的なことはあまり指摘できない段階であるが、そのような中でもいくつか指摘できることがあり、例えば「ウェスパシアヌス帝の最高指揮権に関する法律」は、最高指揮権（インペリウム）の所有者（インペラトル）は、従来の法律、平民会決議、元老院決議に拘束されないことが明記されている点で重要である。セウェルス朝に活躍した法律家のウルピアヌスも「皇帝の発言は法的な力を持つ」と記載（『法学提要1巻2章6節）しており、元首政の時代が下るに従い皇帝の立法権が強化され、その発言が勅令（edictum）や勅答（rescriptum）として法律として運用されるように強化されていった点は指摘できる。
一方で皇帝の専制化がすすむにつれて、「元首政時代の初期に比べて、その後半になると、皇帝の権威を高める儀礼や宗教的行為が増え」、3世紀中頃の軍人皇帝の時代となると、「軍隊というむき出しの暴力に支えられた皇帝には、支配を正当化するために権威が必要とな」り、「権威の確立のために儀礼を導入した、と見ることができる」。その結果「多くの儀礼を伴う「神聖な」皇帝が生まれていった」とされるが、3世紀については「政治・軍事・そしてイデオロギーや宗教など、それぞれの領域で有意義な説明が試みられているものの、社会の変化をも見据えた総合的な説明が達成されているようには見えない」段階とされる。
皇帝立法など皇帝業務の増加に伴い、皇帝直属の業務を行うスタッフも増加し、元首政初期には元首の友人たちから構成されていた諮問機関であり上級法廷であった皇帝顧問会は、ディオクレティアヌス時代には官庁の長が出席し、政治・立法・行政・司法の諸活動の中心となった。同帝の時代には皇帝官房には請願部・通信部・調査部・訴訟部・文書部の部局が置かれ、実質的な官庁を構成し、皇帝金庫の財務管理官は実質財務大臣化し、属州細分化や征服により新設された属州では皇帝直轄のスタッフ（騎士階層から登用された）が派遣され、同帝により創設された属州を管轄する管区の管区長官（ウィカリウス）は皇帝直属となった。すなわち、元首政初期では、皇帝管轄属州と元老院管轄属州が半々であったのに対し、属州アフリカと属州アジア以外の元老院管轄属州は、ディオクレティアヌス時代には皇帝の管轄下に入ったものと思われ、「元老院はローマ市の都市参事会と化していた」。
以上のように、帝政期の皇帝権は、元老院管轄職の担当範囲を次第に皇帝管轄担当に置き換え、皇帝が行う立法の範囲を次第に拡張し、皇帝の担当範囲は帝国のほとんどとなる一方、伝統的なローマの公職や元老院の担当範囲はローマ市と一部の属州職に限定されてゆく方向に変化していった。